# RB BLAXX
「RB Blaxx」是韓國的女子組合Rainbow子團「Rainbow BLAXX」推出的迷你專輯。於2014年1月20日發行。唱片公司為DSP Media。

## 概要
- 收錄主打曲「Cha Cha」及兩首新曲「Silhouette」及「Last Words」。
- 本作分普通版和附有成員簽名海報的特別版兩種。
- 主打曲「Cha Cha」於SBS人氣歌謠最高位置為第二位。

## 收錄內容
1. Cha Cha
迷你專輯「RB Blaxx」主打曲目
2. 한마디 (Last Words)
3. Silhouette
4. Cha Cha  (Original)
5. Cha Cha  (Original Inst.)